# Kryoryctes
Kryoryctes es un género extinto de mamífero monotrema del Cretácico Inferior (Albiense) hallado en la Formación Eumeralla en Victoria, Australia, en el Grupo Otway de Dinosaur Cove. Es conocido a partir únicamente de un húmero parcial derecho, con una edad estimada en 106 millones de años, e incluye a una única especie, K. cadburyi. El holotipo, NMV P20894, fue descrito en 2005 y está actualmente alejado en la Colección Paleontológica del Museo Victoria.

## Etimología
El nombre del género se deriva del término griego "kryo", que significa frío, en referencia al frío estacional que existió en el paleoambiente de Dinosaur Cove, y del griego "oryktes", que significa cavador, refiriéndose al robusto húmero del que se infirió que tenía un estilo de vida fosorial. La especie fue nombrada en honor de los chocolates Cadbury, debido al color oscuro del holotipo, así como al "reconocimiento y apoyo provistos" por Cadbury durante el trabajo de campo que resultó en el descubrimiento del espécimen.

## Morfología
K. cadburyi fue distinguido por sus descriptores de los monotremas modernos, así como de los taquiglósidos fósiles, por la presencia de un amplio surco biccipital poco profundo y marginado sobre la parte proximal del húmero, el cual se extiende distalmente sobre el talle del hueso. También se distingue por la presencia de una articulación ulnar en forma de tróquea y una fosa del olecranón distal. Pridmore et al encontraron que estas características eran suficientes para distinguirlo de Steropodon así como de otros monotremas no taquiglósidos similares como Obdurodon, Kollikodon, Teinolophos y Monotrematum. El hueso como tal mide en total 46 milímetros de largo, aunque los autores señalan que es probable que se haya perdido un octavo de su longitud original y sufriera algún grado de abrasión, por lo que estiman su longitud total en cerca de 50 milímetros.
Pridmore et al determinaron sobre la base de sus extremos distal y proximal expandidos de su húmero que el animal probablemente estaba adaptado a un estilo de vida en madriguera. En un análisis de las madrigueras hechas por animales prehistóricos hecho en 2009, Martin concluyó que Kryoryctes, aunque era el mamífero más grande del Cretácico Inferior de Victoria, era probablemente demasiado pequeño para muchas de las madrigueras en esa área. Ellos señalaron que sobre la base de esa asignación por los autores como un animal cavador, K. cadburyi puede ser postulado como un indicador para otras estructuras fosilizadas en forma de madriguera.

## Evolución
Los autores notaron que el húmero parece ser muy similar en su morfología a los actuales taquiglósidos, pero no lo emparentaron cercanamente con los equidnas basándose en un importante número de elementos que difieren de todos los miembros conocidos de la familia. Ellos concluyeron que si K. cadburyi era de hecho un monotrema, probablemente era un miembro basal del grupo. Esta afinidad fue controvertida en 2009 por Canens et al., que situó a K. cadburyi como cercano a los equidnas. Este análisis fue rechazado a su vez por un análisis adicional realizado por Phillips, Bennett y Lee en 2010, que de nuevo lo encontraron como distinto de los taquiglósidos, aunque ellos reiteraron que existe alguna posibilidad de que el húmero atribuido a K. cadburyi pudiera pertenecer al monotrema primitivo contemporáneo Steropodon, el cual es de tamaño similar.